# Ovilla
Ovilla é uma cidade localizada no estado norte-americano do Texas, no Condado de Dallas e Condado de Ellis.

## Demografia
Segundo o censo norte-americano de 2000, a sua população era de 3405 habitantes.
Em 2006, foi estimada uma população de 3858, um aumento de 453 (13.3%).

## Geografia
De acordo com o United States Census Bureau tem uma área de 14,8 km², dos quais 14,8 km² cobertos por terra e 0,0 km² cobertos por água.

## Localidades na vizinhança
O diagrama seguinte representa as localidades num raio de 8 km ao redor de Ovilla.